# Müllheizkraftwerk Darmstadt
Das Müllheizkraftwerk Darmstadt ist ein Müllheizkraftwerk in Darmstadt. Jährlich können zur Energieumwandlung bis zu 238.000 Tonnen Müll verbrannt werden. Die Anlage wird von der Entega im Auftrag des Zweckverbandes Abfallverwertung Südhessen (ZAS) betrieben. Etwa 80 Mitarbeiter sind in dem Kraftwerk beschäftigt. Die Architektur des Komplexes wurde durch den Darmstädter Architekten Theodor Josef Seifert begleitet.

## Geschichte
Die Müllverbrennungsanlage wurde 1967 mit zwei Verbrennungslinien in Betrieb genommen. Eine dritte Linie wurde 1977 fertiggestellt. Aufgrund behördlicher Anlagendurchsatzbeschränkungen durften zunächst nur zwei Linien gleichzeitig betrieben werden. Basierend auf den Standards der 1990 erlassenen 17. Bundesimmissionsschutzverordnung (BImSchV) wurde von 1996 bis 1998 eine Generalsanierung der Anlage durchgeführt. Mit Bescheid vom 22. Mai 2000 wurde dann vom Regierungspräsidium die gleichzeitige Nutzung aller drei Linien genehmigt. Im August 2017 wurde das Müllheizkraftwerk für 10,5 Mio. Euro generalsaniert und stand daher erstmals komplett still.
Bis 2029 soll die Anlage auf zwei Verbrennungslinien mit vergleichbarer Kapazität umgebaut werden.[veraltet] Hinzukommen soll eine Klärschlamm-Monobehandlungsanlage, welche jährlich bis zu 450 Tonnen Wasserstoff und 1.000 Tonnen Phosphat produzieren soll.

## Müllanlieferung
Das Müllheizkraftwerk wird täglich von etwa 150 Müllwagen beliefert. Der Müllbunker ist ca. 3000 Kubikmeter groß und fasst etwa 1000 Tonnen Abfall. Während in den Anfangsjahren etwa 120.000 Tonnen Abfall jährlich verbrannt wurden, erhöhte sich die Menge auf 180.000 Tonnen im Jahr 1990 und auf 214.000 Tonnen im Jahr 2021. Die im Müllheizkraftwerk verbrannte Müllmenge entspricht dem Müll von fast einer Million Einwohnern aus 64 Städten und Gemeinden der Umgebung.

## Müllverbrennung
Der eingelagerte Müll wird in derzeit drei Verbrennungsöfen bei ca. 850 °C verbrannt. Der Abfall wird auf dem Rost des Ofens ständig herum gewälzt und weitertransportiert, damit er schneller austrocknet und sich leichter entzündet. Ist der Müll vollständig verbrannt, wird die Schlacke in ein Wasserbad eingebracht und anschließend beispielsweise im Straßenbau verwendet.
Durch den Verbrennungsvorgang reduziert sich das Müllvolumen um ca. 90 % und die Müllmasse um ca. 70 %. Die Verbrennungskapazitäten der drei Öfen liegt bei 2 × 11 bzw. 1 × 8,3 Tonnen pro Stunde (insgesamt 30,3 t/h).

## Energieversorgung
Die bei der Müllverbrennung entstehende Wärme wird mittels Kraft-Wärme-Kopplung zur Strom- und Fernwärmeerzeugung genutzt. Die elektrische Leistung des Kraftwerkes beträgt maximal 10 Megawatt, die thermische Leistung bei 80 Megawatt. 2021 wurden 29 Millionen Kilowattstunden Strom und knapp 135 Millionen Kilowattstunden Wärme ins öffentliche Netz abgegeben.

## Schadstoffausstoß
Die Rauchgase werden in der Rauchgasreinigungsanlage gereinigt und aus dem 100 Meter hohen Kaminschornstein mit einer Temperatur von ca. 105 °C ausgestoßen.